# برنت ايفرت
برنت ايفرت (بالإنجليزية: Brent Everett)‏ (و. 1984  م) هو ممثل إباحي، ومخرج فيلم إباحي، وpornographic film producer ‏، وممثل، وعارض، وممثل أفلام كندي، ولد في موسجاو.

## وصلات خارجية
- برنت ايفرت على موقع IMDb (الإنجليزية)
- برنت ايفرت على موقع ألو سيني (الفرنسية)
- برنت ايفرت على موقع قاعدة بيانات الفيلم (الإنجليزية)
- برنت ايفرت على موقع كينوبويسك (الروسية)

- برنت ايفرت في قاعدة بيانات الأفلام على الإنترنت